# Стью
Стью (англ. stew) — англоязычное название группы блюд, родственных рагу, приготовляемых из твёрдых пищевых продуктов, которые тушатся в жидкости, служащей впоследствии соусом. В качестве ингредиентов могут выступать любые комбинации овощей (например, морковь, картофель, фасоль, сладкий перец, помидоры и т. д.), мясных продуктов и специй. Для медленной готовки подходит жёсткое мясо, например, говядина. Кроме того, также могут использоваться мясо птиц, морепродукты и колбасы. Для тушения может использоваться как вода, так и спиртные напитки, например, вино или пиво. Обычно готовят на медленном огне, что позволяет тщательно смешаться ароматам продуктов.
Стью похоже на супы, чёткой границы между ними нет, хотя стью отличается более густой консистенцией и готовится дольше.
Классическим стью является знаменитое ирландское рагу, получившее широкую известность за пределами Британских островов благодаря повести Джерома К. Джерома «Трое в лодке, не считая собаки».

## Фотографии

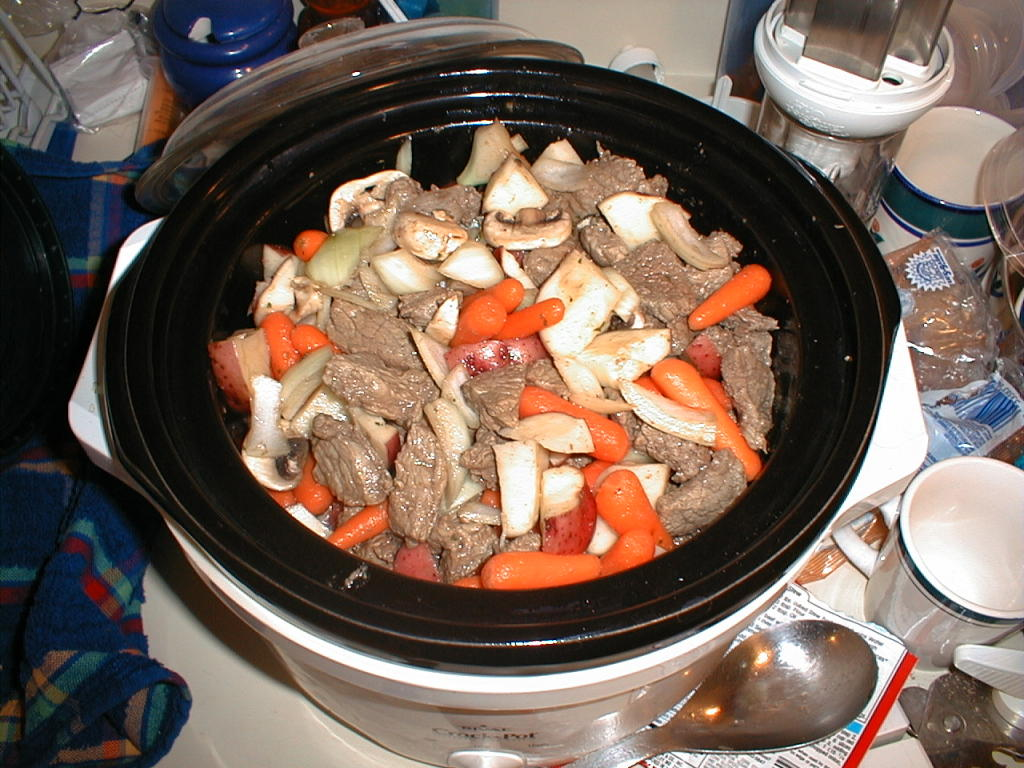
Тушёная говядина
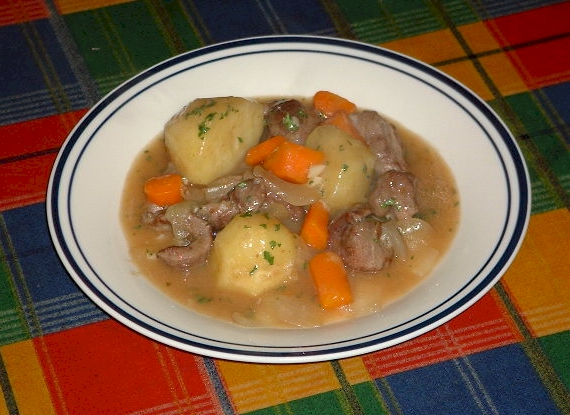
Ирландское рагу
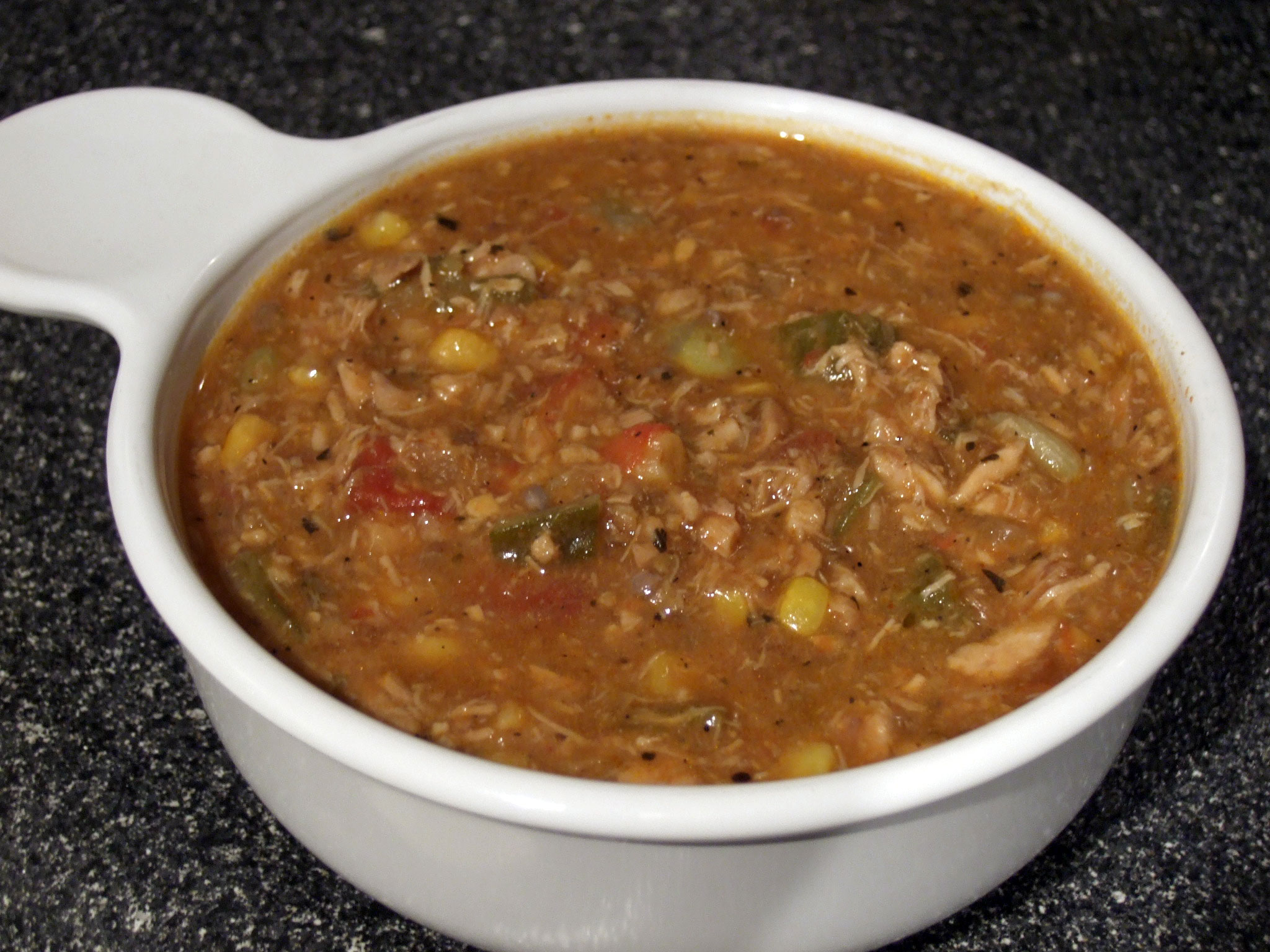
Брансуикское стью